# Eisschlitten

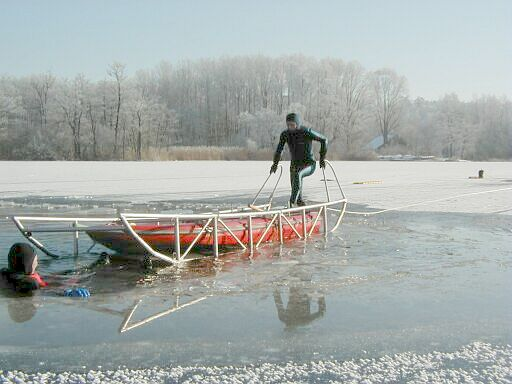
Eisschlitten im Einsatz

Der Eisschlitten – auch Eisrettungsschlitten – ist ein Hilfsmittel für die Wasserrettung. Der Schlitten selbst ist schwimmfähig und wird verwendet, um einen ins Eis Eingebrochenen sicher retten zu können.
Die meisten Eisrettungsschlitten bestehen aus einem Gestell mit Kufen, dem eigentlichen Schlitten, auf das ein Rettungsbrett oder ein Rettungsboot aufmontiert ist.
Dieses Gerät wird bei der Feuerwehr, sowie bei den Wasserrettungsorganisationen, wie der Wasserwacht oder der Deutschen Lebens-Rettungs-Gesellschaft (DLRG) benutzt. Eisrettungsschlitten kommen auch vermehrt in Schnelleinsatzgruppen (SEGs) vor und sind meist auf einem Gerätewagen Wasserrettung (DLRG/Feuerwehren), Sonderfahrzeug Wasserrettung (Wasserwacht) oder sonstigem Einsatzfahrzeug verladen.